# تبارة كلش
تبارة كلش قرية سوريّة تتبع إداريّاً لمحافظة حلب منطقة منبج ناحية خفسة، بلغ تعداد سكانها (503) نسمة حسب التعداد السكاني لعام 2004.